# Myoporum wilderi
Myoporum wilderi är en flenörtsväxtart som beskrevs av Carl Skottsberg. Myoporum wilderi ingår i släktet Myoporum och familjen flenörtsväxter. Inga underarter finns listade i Catalogue of Life.